# Diplusodon floribundus
A Diplusodon floribundus é uma espécie vegetal do género Diplusodon, família Lythraceae.
Consta no catálogo natural Plantarum brasiliae icones et descriptiones hactenus ineditae (1826-33), de Johann Baptist Emanuel Pohl.